# ユリウシュ・ザレンプスキ
ユリウシュ・ザレンプスキ（ポーランド語: Juliusz Zarębski, 1854年2月28日か3月3日 ジトーミェシュ（ジトーミル） - 1885年9月15日ジトーミェシュ）は、ポーランドのピアニスト、作曲家。
ショパン（1849年没）とシマノフスキ（1882年生）の間の時期に活躍したが、1885年に結核により31歳で死去した。主な芸術活動はポーランド国外で展開されたため、後に自国におけるザレンプスキ研究は遅れを見ることとなった。また、このことはポーランド音楽史の文脈の顧みる上で、19世紀後半の部分に大きな間隙となった。

## 略歴
ピアノの手ほどきを母親から受けたのち、地元ジトーミェシュでピアニストとしての専門教育を受けた。十代になると作曲に興味を持ち始め、16歳でウィーンに赴きピアノをJ. Dachsに、作曲をF. Krennに学んだ。六年の音楽院のコースを二年で、ピアノと作曲の両方で金メダルを得て修了した。19歳でペテルブルクに赴くが、二ヶ月の在学後に卒業試験に挑み、「優」の評価および「自由芸術家」の称号を得て修了する。
その後ピアニストとしてヨーロッパ中で演奏してまわっていたが、作曲家としてフランツ・リストから認められ、1874年から1875年の一年半の間、ザレンプスキは週に一度のレッスンを受けながらリストの指導の下で学んだ。
1878年のパリ万国博覧会のためにエドワード・マンジョーが開発した二段鍵盤のピアノ（一方の段は普通の鍵盤配列で、もう一方は鍵の配列を逆にした段で、左から高音の鍵、右から低音の鍵というもの）をザレンプスキは二ヶ月足らずでマスターし、C.グノー、C.サン＝サーンス、A.トマ、L.ドリーブ、J.マスネといったフランスの傑出した作曲家達も参列する演奏会で自作を披露し喝采を浴びる。
1880年ブリュッセル王立音楽院の教授になり、生活の安定とともに作曲活動が活発化するが、31歳で病死するため正味5年しか作曲に専念できる時期は残されていなかった。

## 作品
作品は、作品番号のついたものが35作品、作品番号のついていないものが15作品ある。その大部分がピアノ独奏曲およびピアノ連弾曲であるが、歌曲、ピアノ協奏曲（消失）、室内楽曲も創作している。
2005年にはオーケストラ曲「作品11 凱旋ポロネーズ イ長調」（自作のピアノ連弾曲のオーケストラ編曲）のスコアも出版された。目下これはザレンプスキの唯一のオーケストラ作品である。
ザレンプスキのピアノ作品の多くは、ポロネーズやマズルカなどの舞踊ジャンルが重要な部分を占めている。「作品18 バラード ト短調」、「作品22 子守唄」、「作品31 舟歌」といった作品も作っており、ショパンのジャンルから影響を受けている。しかしピアノ技術、ハーモニーの特性という面では、ショパン様式のその後の成り行きであり、ザレンプスキは後のフランス音楽の土台となる手法にまで達していた。ドビュッシーの全音音階の異国調的もの、その全音音階に基づくハーモニーを予感させた。
第二次大戦前ポーランドの傑出したピアノ教育家であったユゼフ・トゥルチンスキ（パデレフスキ版ショパン全集の編者）は、音楽雑誌 “Muzyka”（1929年 第四号）でザレンプスキについて投稿し、以下のように述べている。

### 作風
ザレンプスキの音楽のスタイルを手短に述べることは困難である。その手法は極めて豊かであり、思想的には深くかつ広範だからである。
彼の音楽スタイルはショパンの音楽と有機的に連動しているが、同時にザレンプスキの作品の中には二十世紀の新しい音楽の発見を極めて明瞭に予告するようなひらめきや予感も見て取ることができるのである。彼の音楽のさまざまな情感の広がりはショパンと同様広いが、しかしザレンプスキにおいても基本的な音調は「悲しみ」である。いくつかの曲においてはこの悲しみがクライマックスをむかえる。たとえば真率な心の集中に満ちた、かつ幅広い響きの五重奏のアダージョを見よ。それは永遠のノスタルジーの詩、独立した詩といってもよい。この悲しみは時として絶望の色を帯びる。その点で言えば「薔薇といばら」という連作の三番目のインプロヴィゼーションが特徴的である。
しかし、もっとも頻繁にこのメランコリーという情緒が示されるのは背景であって、その背景の上に彼は自らの音楽的アイデアを刺繍していく。これらのアイデアの中にはきわめて頻繁に、今日の耳からすればカルウォーヴィチの音楽の明らかな予言を聞き取ることができる。たとえば練習曲作品7の第一番ヘ短調のテーマは、カルウォーヴィチの「永遠のうた」の第一番に極めて似通っている。しかし時折ザレンプスキはまた楽譜に明らかにグロテスク、また印象主義的色彩を持つ楽想を書き付けることがあった。それをよくあらわしているのが作品20の「ブルレスクとセレナーデ」であり、ここに現れる色彩は最も新しい音色的効果にも決して負けない、今日でも輝きを放っている。

## 代表作
「作品6 大ポロネーズ 嬰ヘ長調」、「作品13 薔薇といばら -ピアノのための五つの即興曲」、「作品22 子守唄 変イ長調」、「作品25 タランテラ イ短調」、「作品27 星の贈り物 －六つのやさしい小品」など。これらの作品はポーランドで数回出版が重ねられたため、複数の音源が存在する。
「作品34 ピアノ五重奏 ト短調」は今日ポーランド室内楽作品の最も天才的な作品と評されている。

## フランツ・リストによる編曲
作品2「ポーランド舞曲集 第1集 3つのガリツィア舞曲」と作品4「ポーランド舞曲集 第2集 4つのマズルカ」はもともとピアノ連弾曲であるが、前者の第2曲と第3曲、および後者の第2曲をフランツ・リストがオーケストラ編曲している。この編曲は、1882年5月4日にブリュッセルで初演された後、自筆譜が行方不明になっていたため、存在のみ知られた編曲であった。しかし1995年にベルギーの個人蔵からリストの自筆譜が発見され、2000年6月ブリュッセル王立音楽院にて再演された。 
リストがザレンプスキ宛に送った手紙を見ると、彼はザレンプスキの作曲家としての才能を「天才だけが持つひらめき」と高く評価していた。リストの尽力により、ザレンプスキは創作期の作品のほとんどを生存中に出版することができた。ブロツワフのハイナウエル社、クランツ社、ライプツィヒのブライトコップ＆ヘルテル社、マインツのショット社、ベルリンのシモン社、といったヨーロッパの名高い出版社の殿堂が彼の作品の初版を発行した。

## 全作品リスト（年表形式）
JZBO＝生前出版されず、作品番号がついていないもの
- 1869年（15歳）頃
  - JZBO 1 アレグロ・マ・ノン・トロッポ イ短調 ピアノ独奏
  - JZBO 2 「みずみずしく花咲かせた木立」（ミツキェーヴィチ）ヘ短調 歌とピアノ

- 1870年 ウィーンに出てピアノと作曲を学ぶ。六年の音楽院コースを二年で修了
- 1870年（16歳）頃 
  - JZBO 3（紛失） 「ヴィリヤ、母なる流れ」（ミツキェーヴィチ）ヘ長調 歌とピアノ
  - JZBO 4 アデュー ヘ短調 ピアノ独奏
  - JZBO 5 無言恋歌 ヘ短調 ピアノ独奏
  - JZBO 6（紛失）ピアノ五重奏 室内楽
- 1871年（17歳） 
  - JZBO 7 MalczewskiのオペラMariaへの序曲 ト短調 ピアノ連弾
  - JZBO 8（紛失）ピアノ協奏曲 ピアノとオーケストラ
- 1872年（18歳） 
  - JZBO 9（紛失）ピアノ三重奏 変イ長調 室内楽
- 1873－74年（19－20歳） ペテルブルク滞在 音楽院でピアノ、楽典、作曲法を学ぶ
- 1874－75年（20－21歳） ローマでリスト（63歳）に会い弟子となる
- 1875年（21歳） 
  - JZBO 10（紛失）行進曲 ピアノ連弾
- 1876年（22歳） 
  - JZBO 11 大幻想曲 愛の間奏曲つきアジタート 変ロ短調 ピアノ独奏
- 1878年（24歳） パリ万博でマンジョーピアノを演奏
  - JZBO 12（紛失） マンジョーピアノのための作品 マンジョーピアノ独奏
- 1879年頃から作品が出版され始める
- 1879年1月1日 ドイツ人女性、ヤニナ・ヴェンゼル（リストの弟子）と結婚
- 1879年（25歳）以前 
  - Op.1 メヌエット ハ長調 ピアノ独奏
  - Op.3 演奏会用エチュード ト長調 ピアノ独奏
- 1880年ブリュッセル王立音楽院の教授になり作曲活動が活発化する
- 1880年（26歳）以前 
  - Op.2 ポーランド舞曲集 第1集 3つのガリツィア舞曲 ピアノ連弾
    - 第1曲 ト短調
    - 第2曲 ニ短調
    - 第3曲 ト短調

  - Op.4 ポーランド舞曲集 第2集 4つのマズルカ ピアノ連弾
    - 第1曲 ハ長調
    - 第2曲 変ニ長調
    - 第3曲 嬰ヘ短調
    - 第4曲 ハ長調
- 1880年（26歳）頃
  - JZBO 13（断片のみ） 「アカシア」 イ長調 歌とピアノ
  - Op.5 マズルカを用いた2曲 ピアノ連弾
    - 第1曲 「夢想」 ハ短調
    - 第2曲 「情熱」 ト長調

  - Op.7 3つの演奏会用エチュード ピアノ独奏
    - 第1曲 ヘ短調
    - 第2曲 ト短調
    - 第3曲 ト長調

  - Op.8 演奏会用マズルカ ハ長調 ピアノ独奏
  - Op.9 幻想ポロネーズ ニ長調 ピアノ独奏
  - Op.10 ポロネーズ・メランコリーク ホ短調 ピアノ独奏
  - Op.11 凱旋ポロネーズ イ長調 ピアノ連弾、および作曲者によるオーケストラ編曲
  - Op.12 民謡の主題による四手のためのポーランド風ディヴェルティスマン ピアノ連弾
    - 第1曲 アンダンテ ニ長調
    - 第2曲 アレグロ・マ・ノン・トロッポ ト短調
- 1881年（27歳）頃
  - Op.6 大ポロネーズ 嬰ヘ長調 ピアノ独奏
- 1882年（28歳）頃
  - Op.13 薔薇といばら ピアノのための5つの即興曲 ピアノ独奏
    - 第1曲 アンダンテ・コン・モート 変イ長調
    - 第2曲 プレスト・コン・フオーコ ヘ短調
    - 第3曲 アンダンテ・コン・モート 変ホ長調
    - 第4曲 アレグロ・モルト 変イ長調
    - 第5曲 アレグレット・モデラート 変ホ長調

  - Op.14 カプリッチョ即興曲 演奏会用作品 ハ長調 ピアノ独奏
  - Op.15 演奏会用マズルカ 嬰ト短調 ピアノ独奏
- 1882年（28歳）
  - Op.16 ピアノのためのポーランド組曲 ピアノ独奏
    - 第1曲 ポロネーズ ト長調
    - 第2曲 マズルカ ト短調
    - 第3曲 ドゥムカ ヘ短調
    - 第4曲 クラコヴィヤク 変ニ長調
    - 第5曲 クヤヴィヤク ト長調
- 1883年（29歳）頃
  - Op.17 ワルツ・メランコリーク 変イ長調 ピアノ独奏
  - Op.18 バラード ト短調 ピアノ独奏
  - Op.19 ノヴェレッテ・カプリース 演奏会用作品 ホ長調 ピアノ独奏
  - Op.20 ブルレスクとセレナーデ ニ長調 ピアノ独奏
- 1884年（30歳）頃
  - Op.21（紛失） 「メタモルフォーゼ」ピアノ独奏
  - Op.22 子守唄 変イ長調 ピアノ独奏
  - Op.23 ポーランドをとおりぬけて 4手のための舞曲とメロディー ピアノ連弾
    - 第1曲 旅立ちの歌 イ長調
    - 第2曲 ホームシック イ短調
    - 第3曲 マズルカ ニ短調
    - 第4曲 クラコヴィヤク ト長調
    - 第5曲 コロミーカ ニ短調
    - 第6曲 クラコヴィヤク 変ロ長調
    - 第7曲 ドゥムカ 変ロ短調

  - Op.24 ワルツ・カプリース ト長調 ピアノ独奏
  - Op.25 タランテラ イ短調 ピアノ独奏
  - Op.26 スペイン・セレナーデ 変イ長調 ピアノ独奏
  - Op.27 「贈り物」六つのやさしい小品 ピアノ独奏
    - 第1曲 行進曲 ニ長調
    - 第2曲 ワルツ ロ長調
    - 第3曲 メヌエット 変ホ長調
    - 第4曲 小噺 イ短調
    - 第5曲 メロディー ニ長調
    - 第6曲 ワルツ イ長調
- 1885年（31歳） 
  - Op.28 ポロネーズ ロ長調 ピアノ独奏
  - Op.29 ガヴォット ロ短調 ピアノ独奏
  - Op.30 ワルツ ホ長調 ピアノ独奏
  - Op.31 舟歌 変イ長調 ピアノ独奏
  - Op.32（紛失）
  - Op.33（紛失）
  - Op.34 ピアノ五重奏 ト短調 室内楽
    - 第1楽章 アレグロ ト短調
    - 第2楽章 アダージョ 変ロ長調
    - 第3楽章 スケルツォ ハ短調
    - 第4楽章 フィナーレ ト短調

- 1885年9月15日 結核によりジトーミェシュにて没

- 作曲年代不明
  - JZBO 14 ピアノ・ピース 嬰ヘ長調 ピアノ独奏
  - JZBO15（断片のみ） クラコヴィヤク ト短調 ピアノ連弾

## 名前の発音と表記について
ポーランド語ではJuliuszのJは「ヤ行」読みをするので「ユリウシュ」となる。Zarębskiのęは「エウン」と読む。Zarębskiのbを「プ」と読むのは、続くskが無声子音のため、有声子音b「ブ」はつられて無声化（子音交代）し「プ」となり「ザレンプスキ」と読まれる。19世紀にヨーロッパで出版された楽譜ではJules Zarembskiと表記されるものもある。